# La Fontenelle (Loir-et-Cher)
La Fontenelle è un comune francese di 200 abitanti situato nel dipartimento del Loir-et-Cher nella regione del Centro-Valle della Loira.

## Società

### Evoluzione demografica
Abitanti censiti